# Hochgundspitze
La Hochgundspitze est une montagne culminant à 2 460 m d'altitude dans les Alpes d'Allgäu. Il se situe au sud du Große Steinscharte et au nord-est du Rappenseekopf.
Aucun sentier ne mène au sommet de la Hochgundspitze. Même les ascensions les plus faciles exigent de l'expérience en escalade et en randonnée sans chemin tracé. Il y a donc peu d'ascensions.